# Zofia Kilanowicz
Zofia Kilanowicz (Nowy Targ, 15 de mayo de 1963) es una soprano de ópera polaca que se ha presentado internacionalmente, con un enfoque en la música polaca. Apareció como Roxana en El rey Roger de Szymanowski en París y la ciudad de Nueva York, y grabó la Sinfonía n.º 2 (Sinfonía de Copérnicoo Sinfonía Copernicana) y la Sinfonía n.º 3 (Sinfonía de canciones dolorosas) de Górecki.

## Carrera
Después de graduarse de la Escuela de Música de su ciudad natal, estudió en la Academia de Música de Cracovia con Helena Łazarska.  Ya durante sus estudios, ganó el premio del Concurso de Arte Vocal Ada Sari en Nowy Sącz (1986), el Concurso Karol Szymanowski en Lodz y el Concurso Karol Szymanowski en Karlovy Vary. Recibió el Premio Elly Ameling en el Concurso Vocal Internacional's-Hertogenbosch en 1988.
Kilanowicz hizo su debut en la Ópera de Cámara de Varsovia en 1989, como Konstanze en El rapto en el serrallo de Mozart. En 1990, actuó por primera vez en el Teatro Real de la Moneda en Bruselas, como Drusilla en La coronación de Popea de Monteverdi, y permaneció como solista de la casa durante diez años. Sus papeles también incluyen Poppea de Monteverdi en La coronación de Popea, La clemencia de Tito de Mozart, Il trionfo dell amore de Domenico Scarlatti, El emperador de la Atlántida de Viktor Ullmann y Fidelio de Beethoven. Ha actuado en teatros de ópera de Bruselas, Lieja, París y Salzburgo, entre otros. Apareció en el Teatro de los Campos Elíseos en París como Roxana en King Roger de Szymanowski dirigida por Charles Dutoit, en una actuación que viajó al Carnegie Hall en la ciudad de Nueva York y fue grabada.
Kilanowicz grabó para la Radio Polaca. Grabó el Réquiem de Mozart en 1991, la Sinfonía n.º 3 de Górecki para Naxos en 1993, con la Sinfónica de la Radio Nacional de Polonia dirigida por Antoni Wit y las Canciones polacas de Chopin en 1994. En 1998, fue la soprano solista en Le Laudi de Hermann Suter interpretada en la Bonifatiuskirche por el Chor von St. Bonifatius y el coro de niños, la Witold Lutoslawski Philharmonic Wroclaw con la organista Petra Morath-Pusinelli, dirigida por Gabriel Dessauer, y junto a Pamela Pantos, Andreas Karasiak y Johann-Werner Prein. En 2000, grabó ciclos de canciones de Karol Szymanowski, Songs of the Infatuated Muezzin, op. 42, y Słopiewnie, op. 46b, con la Orquesta Filarmónica de Londres dirigida por Leon Botstein. También grabó la Sinfonía n.º 2 de Górecki con el barítono Andrzej Dobber, coros y la Orquesta Sinfónica de la Radio Nacional Polaca en Katowice, dirigida por Wit. Participó en una grabación en DVD de la Sinfonía n.º 3 de Górecki por la Radio Polaca en 2003, con la Orquesta Sinfónica Nacional de la Radio Polaca dirigida por el compositor. Recibió el Premio Fryderyk 2006 en la categoría Música Contemporánea.

## Premios
Kilanowicz recibió el Premio Anual del Ministro de Cultura y Patrimonio Nacional en 2006 y la Medalla al Mérito de la ciudad de Nowy Targ.